# Borki
Borki (rusky Борки) je vesnice v sudžanském okrese v Kurské oblasti v evropské části Ruska. Žije zde 378 obyvatel (2010).

## Etymologie
Název vesnice pochází ze slova bor, protože v okolí vesnice jsou husté borové lesy.

## Geografie
Borki se nachází a řece Psel, 4,5 km od hranic s Ukrajinou, 89 km jihozápadně od oblastního centra Kursku, 13,5 km od okresního města Sudža.

## Historie
První písemná zmínka o vesnici Borki je z roku 1664, kdy byla zmiňována jako nově založená osada naproti mlýnu.
V letech 1886-1898 byl ve vesnici postaven v byzantském stylu pravoslavný kostel s pěti kopulemi, který byl v roce 1935 uzavřen a využíván pro skladování obilí. Obyvatelé obce zachránili ikony a kostelní cennosti, v roce 1956 byl kostel znovu vysvěcen a znovu slouží jako svatostánek.
V průběhu druhé světové války od 20. října 1941 do 23. února 1943 byla vesnice okupována německým wehrmachtem. V průběhu války zemřelo na frontě přibližně 300 vesničanů.
Dne 14. srpna 2024, během ukrajinského tažení do Kurské oblasti v rámci rusko-ukrajinské války, byla vesnice dobyta Ukrajinci. Dne 24. srpna ruské síly znovu získaly plnou kontrolu nad vesnicí a 26. srpna 2024 se podařilo odrazit ukrajinské útoky na Borki.